# Прочная защита
«Прочная защита» (англ. The Hard Corps) — фильм 2006 года, главную роль в котором исполнил Жан-Клод Ван Дамм. Режиссёром и сценаристом был Шелдон Леттич, известный также по другим работам с Ван Даммом.

## Сюжет
Филипп Соваж — американский солдат, страдающий от нервного напряжения, преследующего его со времён боевых действий в Ираке и Афганистане — он стал там свидетелем трагедии. Уйдя в отставку, Соваж решает начать жизнь заново и присоединяется к Клэренсу Боудену, его прежнему командиру, чтобы работать телохранителем экс-чемпиона по боксу и теперь успешного бизнесмена Уэйна Барклея. Выход печально известного рэп-магната Террелла Синглетери из тюрьмы заставил взволнованную сестру Барклея Тамару принимать меры, нанимая Соважа, поскольку Синглетери опасен для её брата. Постепенно чисто рабочие отношения между Тамарой и Филиппом сменяются взаимными чувствами.

## В ролях
| Актёр             | Роль              |
| ----------------- | ----------------- |
| Жан-Клод Ван Дамм | Филипп Соваж      |
| Разаак Адоти      | Уэйн Барклей      |
| Вивика Фокс       | Тамара Барклей    |
| Марк Гриффин      | Кейси             |
| Питер Брайант     | Кендолл Маллинс   |
| Рон Боттитта      | Детектив Тиг      |
| Вив Ликок         | Террелл Синглтери |
| Эдриан Холмс      | Куджо             |
| Рон Селмур        | Симкоу            |

Первоначально на роль Уэйна Барклея рассматривался Майкл Джей Уайт. Однако актёр отказался от предложения, узнав об участии в проекте Жан-Клода Ван Дамма, с которым у него не раз происходили конфликты во время съёмок фильма «Универсальный солдат 2: Возвращение».